# Amira Demirkiran
Amira Demirkiran (* 2001 in Berlin) ist eine deutsche Theater- und Filmschauspielerin.

## Leben
Demirkiran ist bilingual aufgewachsen und spricht Deutsch und Russisch als Muttersprache. Von 2008 bis 2011 besuchte sie die Stagecoach Schauspielschule, seit 2016 die GOLDONI Theaterschule. Während ihrer Zeit an der Stagecoach Schauspielschule gehörte sie zum Ensemble der Wühlmäuse. Von 2012 bis 2014 trat sie auf Bühnen des Junges Ensemble Friedrichstadt-Palast auf. 2017 hatte sie mehrere Bühnenrollen im Charlottenburger Theater.
Ihre erste Filmrolle hatte Demirkiran 2016 in Ava. 2019 hatte sie eine größere Nebenrolle im Tatort Das Leben nach dem Tod. Nach Auftritten in einzelnen Episoden deutscher Fernsehserien und Comedyserien hatte sie 2020 eine der Hauptrollen im deutschen Fernsehfilm Barfuß durch Australien neben Anneke Kim Sarnau und dem Australier Aaron Pedersen.
Von 2021 bis 2025 absolviert sie ihr Schauspielstudium an der Filmuniversität Babelsberg Konrad Wolf.

## Filmografie (Auswahl)
- 2019: Tatort: Das Leben nach dem Tod (Fernsehreihe)
- 2020: Fritzie – Der Himmel muss warten (Fernsehserie, Episode 1x04)
- 2021: Das Versprechen (Piskopat, Fernsehfilm)
- 2021: 12 Tage Sommer (Fernsehfilm)
- 2022: Wunderschön
- 2022: Schule am Meer – Frischer Wind (Fernsehfilm)
- 2022: WaPo Bodensee (Fernsehserie, Episode 7x06)
- 2022: In aller Freundschaft (Fernsehserie, Episode 25x33)
- 2023: Barfuß durch Australien (Fernsehfilm)
- 2023: Großstadtrevier (Fernsehserie, Episode 36x16)
- 2023: Notruf Hafenkante (Fernsehserie, Episode 17x21)
- 2023: SOKO Leipzig (Fernsehserie, Episode 24x06)
- 2023: Schule am Meer – Familienbande (Fernsehfilm)
- 2023: Was Von der Liebe bleibt
- 2024: Löwenzahn (Fernsehserie, Episode 43x03)
- 2024: Für immer Freibad (Fernsehfilm)

## Theater
- 2008–2011: Diverse Musicals bei Wühlmäuse Charlottenburg (Die Wühlmäuse)
- 2012: Keinschneechaos (Junges Ensemble Friedrichstadt-Palast)
- 2013: Ganz Schön Anders (Junges Ensemble Friedrichstadt-Palast)
- 2014: Keinschneechaos Teil 2 (Junges Ensemble Friedrichstadt-Palast)
- 2017: Antigone (Charlottenburger Theater)